# Staré Místo
Staré Místo là một làng thuộc huyện Jičín, vùng Královéhradecký, Cộng hòa Séc.